# Théo Dupras
Théo Dupras (1993) es un deportista francés que compite en triatlón. Ganó una medalla de bronce en el Campeonato Europeo de Triatlón Campo a Través de 2023.

## Palmarés internacional
| Campeonato Europeo | Campeonato Europeo      | Campeonato Europeo | Campeonato Europeo |
| Año                | Lugar                   | Medalla            | Prueba             |
| ------------------ | ----------------------- | ------------------ | ------------------ |
| 2023               | Riva del Garda (Italia) | Medalla de bronce  | Individual         |